# 有坂須美
有坂 須美（ありさか すみ）は、日本の漫画家。愛知県一宮市出身。男性。O型。かすみ亜里沙、CASUMI名義で成年向け漫画も執筆している。

## 作品リスト

### 一般向け
- メトロイド ゼーベス侵入指令 ※ゲームブック作品
- 高橋名人の冒険島 ティナを救え! ※ゲームブック作品 バブルン見田との共同で担当
- ファイアーエムブレム 聖戦の系譜（全1巻）
- ラプンツェル異聞（全1巻）
- 真ラプンツェル譚（全1巻）
- SWORD GALE 王都陥落編（全1巻）
- SWORD GALE 骸伝（全1巻）
- 幻妖学園奇譚 アルテミス・ハーフ（全1巻）

### 成年向け
かすみ亜里沙名義
- 美少女飼育（松文館）
- ようこそG.C.C（海王社）
- モデルの裏お仕事（司書房）
- 美人妻さまよい日記（司書房）

CASUMI名義
- 性隷撫な女教師（エンジェル出版）